# 大劍師傳奇
《大劍師傳奇》，香港作家黃易所作的玄幻小說，以第一人稱視角描寫，主角為「大劍師」蘭特，全書共12卷。與超級戰士有關聯。香港地區由黃易出版社出版，台灣由皇冠出版社出版。

## 故事內容
帝國第一劍手蘭特在父親蘭陵身亡後遭帝國統治者大元首傾全力追殺，蘭特逃至魔女國，然而魔女國領袖魔女百合因大元首的毒計而進入假死狀態，蘭特遂率領魔女國軍隊對抗帝國軍的進襲。蘭特在重創大元首後，橫跨大沙漠直至淨土國追殺大元首。淨土國受外族黑叉人進犯，蘭特成為了淨土預言中的「聖劍騎士」，不僅率淨土軍擊退黑叉軍，同時也殲滅了大元首，但後來才知道大元首背後有力量更為邪惡的巫帝。
為了要殲滅巫帝，蘭特重返帝國準備統一分裂的帝國與沙漠諸部。後蘭特遠征巫國與巫帝決戰，巫帝卻借公主的人身重返地面，與蘭特長期角力。兩人最後在「魔眼」廢墟決戰，蘭特藉由與魔女百合合體的力量消滅了巫帝，世界進入新的秩序。

## 角色
- 蘭特：帝國第一劍手蘭陵之子，得父親真傳，乃帝國最出色的劍手，外號「大劍師」。在父親身亡後逃出帝國，身負對抗邪惡力量的重任，先後平定淨土國、帝國內的動亂。
- 魔女百合：「魔眼」廢墟中父神達加西所創造最完美的人類，生有孿生女兒西琪與公主。是魔女國的精神領袖，假死前將寶刃魔女刃和座騎飛雪交給蘭特，助蘭特多次化解危機。
- 大元首：「魔眼」廢墟中父神達加西所創造半人半機器的生物，原本被培育對抗萬惡之首巫帝反遭控制，建立帝國後實行獨裁統治，因為虐殺蘭陵而和蘭特結仇。
- 巫帝：乃邪惡勢力之首，具有駕馭人心的力量，天生剋星乃人類的情緒「愛」。藉由公主身體復活後與蘭特進行長期爭鬥。

## 卷數
- 卷一：魔女國
- 卷二：淨土之冬
- 卷三：聖域干戈
- 卷四：天夢飄香
- 卷五：仙河飲馬
- 卷六：淨土之春
- 卷七：帝境魔
- 卷八：日照皇城
- 卷九：巫域爭雄
- 卷十：雪原夜舞
- 卷十一：黃漠映月
- 卷十二：大漠屠龍